# Axel Honneth
Axel Honneth (Essen, 1949) é um filósofo e sociólogo alemão. Foi diretor do Institut für Sozialforschung (Instituto para Pesquisa Social) da Universidade de Frankfurt (oficialmente, Johann Wolfgang Goethe-Universität Frankfurt am Main, em português: Universidade Johann Wolfgang Goethe de Frankfurt), instituição na qual surgiu a chamada Escola de Frankfurt. Também foi professor de Filosofia Social na mesma universidade, tendo iniciado sua docência em Frankfurt em 1996.
No campo da filosofia social e prática, o nome de Axel Honneth está ligado ao projeto de  relançamento da tradição da teoria crítica da Escola de Frankfurt, através de uma teoria do reconhecimento recíproco, cujo programa está contido em seu livro Kampf um Anerkennung. Zur moralischen Grammatik sozialer Konflikte, de 1992, publicado no Brasil como Luta por reconhecimento - A Gramática Moral dos Conflitos Sociais, em 2003. Publicou também em português Sofrimento de indeterminação: Uma reatualização da filosofia do direito de Hegel, em 2007.

## Vida acadêmica
Nascido em Essen, estudou filosofia e sociologia em Bonn e Bochum. Prosseguiu sua carreira acadêmica na Universidade Livre de Berlim e no Instituto Max Planck de Munique, sob a orientação de Jürgen Habermas. Ensinou na Universidade Livre de Berlim e na New School for Social Research, em Nova York, antes de se transferir para a Universidade de Frankfurt, em 1996.
Honneth foi assistente de Habermas - o filósofo frankfurtiano da "segunda geração" - entre 1984 e 1990, e é a figura mais destacada do que pode ser chamada a "terceira geração" da Escola de Frankfurt.
Entre seus principais trabalhos, estão Kritik der Macht. Reflexionsstufen einer kritischen Gesellschaftstheorie (Crítica do poder. Estágios de reflexão de uma teoria social crítica) e o já citado Luta por reconhecimento.
O trabalho de Honneth concentra-se em Filosofia Social, Política e Moral, especialmente nas relações de poder, reconhecimento e respeito.
Um dos seus temas centrais é a importância das relações intersubjetivas de reconhecimento, para o entendimento das relações sociais. Coloca a falta de reconhecimento na base dos conflitos interpessoais e sociais. Neste sentido, é herdeiro da tradição habermasiana, mas sua concepção de intersubjetividade é construída com mais profundidade, em Luta por Reconhecimento: a gramática moral dos conflitos sociais, que remonta também a Hegel, George Herbert Mead, Sartre, Marx e Donald Winnicott
Em seu livro The Critique of Power: Reflective Stages in a Critical Social Theory, Honneth busca apresentar as limitações dos modelos teóricos com os quais a teoria crítica trabalhou até sua versão mais recente - que à época, era a teoria da ação comunicativa, de Habermas. Refere-se também às limitações de modelos teóricos ligados à crítica ao Iluminismo - relacionados com a crítica de Horkheimer e Adorno na Dialética do esclarecimento - como o de Michel Foucault.
Honneth defende que falhas internas aos modelos de Horkheimer, Adorno, Foucault e Habermas foram responsáveis por aquilo que chama de "déficit sociológico da teoria crítica". Esses quatro autores, em suas tentativas de explicar a forma de integração das sociedades modernas - nas quais a ordem de dominação capitalista prevalece - chegaram, segundo Honneth, às mesmas dificuldades no domínio do social, que não fora devidamente teorizado por nenhuma das versões finais das teorias. Ou seja, apesar de proporem paradigmas teóricos explicativos da integração social, a atividade cotidiana ficava de lado, em favor de uma teorização mais profunda acerca da dominação. Com isso, a própria teoria crítica se colocava problemas que não poderia resolver. Daí a necessidade, colocada por Honneth, de uma atualização que se pautasse pela solução deste déficit sociológico por meio de uma teoria da integração cujo centro ativo fosse a atividade cotidiana.
A construção deste modelo é o tema de seu livro mais importante: Kampf um Anerkennung (Luta por Reconhecimento), no qual o conceito de reconhecimento é derivado principalmente dos trabalhos de filosofia social do jovem Hegel, complementados pela psicologia social de Mead, pela ética comunicativa de Habermas e pela teoria  da "relação de objeto" de Winnicott. Este conceito apresenta a ideia de que expectativas normativas morais conformam a autopercepção  dos indivíduos, e, na medida em que estas expectativas são desrespeitadas,  tornam-se combustível de conflitos pelo reconhecimento de suas qualidades  - o que, em sua opinião, torna o conceito de autopercepção mais amplo do que a ideia de identidade, uma vez que esta é uma das qualidades pelas quais o sujeito pode se reconhecer positivamente.
Honneth e a filósofa feminista Nancy Fraser  participaram da coletânea Recognition or Redistribution? A political-philosofical exchange e ambos assinam a introdução do livro, conquanto Fraser tenha divergências em relação a Honneth, criticando a prioridade que este atribui às categorias éticas, como o reconhecimento, em detrimento de categorias político-sociais, como a redistribuição.
Em 2005 Honneth publica Reificação: Estudos de teoria do reconhecimento, reformulando um  conceito-chave do marxismo ocidental  em termos de relações intersubjetivas de reconhecimento e poder. Para Honneth, todas as formas de reificação se devem mais a patologias no âmbito da intersubjectividade, do que ao caráter  estrutural dos sistemas sociais, como o capitalismo, tal como defendem Karl Marx e György Lukács.
Em 2011 escreve O direito da liberdade, onde faz uma extensa reconstrução dos conceitos de liberdade conforme suas distintas expressões através da modernidade, a fim de defender uma ideia de liberdade social em certo acordo com a filosofia do direito de Hegel. Essa obra é continuação do seu trabalho em Sofrimento de indeterminação (2001), e continua seus esforços em Uma ideia de socialismo (2015).

## Principais obras
(em português)
- Luta por reconhecimento: A gramática moral dos conflitos sociais. Trad. Luiz Repa. São Paulo: Ed. 34, 2003  (Kampf um Anerkennung, 1992).
- Sofrimento de indeterminação: Uma reatualização da filosofia do direito de Hegel. Trad. Rúrion Melo. São Paulo: Ed. esfera Pública, 2007 (Leiden an Unbestimmtheit. Eine Reaktualisierung der Hegelschen Rechtsphilosophie, 2001).
- Sobre o autor em português - Rúrion Melo (org.). A teoria crítica de Axel Honneth: Reconhecimento, liberdade e justiça. São Paulo: Saraiva, 2013.
- O direito da liberdade. Trad. Saulo Krieger. São Paulo: Editora Martins Fontes - selo Martins, 2015 (Das Recht der Freiheit - Grundriß einer demokratischen Sittlichkeit, 2011).
- A ideia de socialismo. Ensaio de atualização. Trad. Saulo Krieger. São Paulo: Editora Martins Fontes - selo Martins, 2015 (Die Idee des Sozialismus. Versuch einer Aktualisierung, 2015).
- Reificação: Estudos de teoria do reconhecimento. Trad. Rúrion Melo. São Paulo: UNESP, 2019 (Verdinglichung - Eine anerkennungstheoretische Studie, 2005).

(em inglês)
- Social Action and Human Nature, com Hans Joas (Cambridge University Press, 1988).
- The Critique of Power: Reflective Stages in a Critical Social Theory (MIT Press, 1993).
- The Fragmented World of the Social: Essays in Social and Political Philosophy (SUNY Press, 1995).
- The Struggle for Recognition: The Moral Grammar of Social Conflicts (Polity Press, 1996).
- Recognition or Redistribution?, com a filósofa feminista Nancy Fraser (2003).
- Redistribution or Recognition?: A Political-Philosophical Exchange, co-authored with Nancy Fraser (Verso, 2003).
- Axel Honneth: The Tanner Lectures on Human Values (PDF; 8,5 MB), Englisch, 2005.
- Reification: A Recognition-Theoretical View (Oxford University Press, 2007).
- Disrespect: The Normative Foundations of Critical Theory (Polity Press, 2007).
- Pathologies of Reason: On the Legacy of Critical Theory (2009).
- The Pathologies of Individual Freedom: Hegel's Social Theory (2010).
- The I in We: Studies in the Theory of Recognition (2012).
- Freedom's Right (2014).
- The Idea of Socialism (2016).

(em alemão)
- Kampf um Anerkennung. Frankfurt a. M., 1992 (nova edição com posfácio inédito, 2003).
- Desintegration – Bruchstücke einer soziologischen Zeitdiagnose. Frankfurt a. M., 1994.
- Das Andere der Gerechtigkeit. Aufsätze zur praktischen Philosophie. Frankfurt a. M., 2000.
- Kritik der Macht. Frankfurt a. M., 2000.
- Leiden an Unbestimmtheit. Eine Reaktualisierung der Hegelschen Rechtsphilosophie. Reclam, Stuttgart, 2001.
- Das Werk der Negativität. Eine psychoanalytische Revision der Anerkennungstheorie. In: Werner Bohleber, Sibylle Drews (Ed.): Die Gegenwart der Psychoanalyse - Die Psychoanalyse der Gegenwart. Stuttgart 2001.
- Michel Foucault - Zwischenbilanz einer Rezeption / Frankfurter Foucault-Konferenz 2001 (como editor). Frankfurt a. M., 2003.
- Kommunikatives Handeln (como editor com Hans Joas). Frankfurt, 2002.
- Umverteilung oder Anerkennung? (com Nancy Fraser). Frankfurt a. M., 2003.
- Dialektik der Freiheit. Frankfurter Adorno-Konferenz 2003, Frankfurt a. M., 2005.
- Verdinglichung - Eine anerkennungstheoretische Studie. Frankfurt a. M., 2005 [eine um Kommentare erweiterte Ausgabe erschien bei Suhrkamp, Berlin, 2015]
- Schlüsseltexte der Kritischen Theorie. (como editor), Wiesbaden, 2005.
- Pathologien der Vernunft. Geschichte und Gegenwart der Kritischen Theorie. Frankfurt a. M., 2007.
- Bob Dylan. Ein Kongreß (como edi. com Peter Kemper e Richard Klein), Frankfurt a. M., 2007.
- hrsg. zusammen mit Beate Rössler: Von Person zu Person. Zur Moralität persönlicher Beziehungen. Suhrkamp, Frankfurt a. M., 2008.
- Erneuerung der Kritik. Axel Honneth im Gespräch. Hrsg. von Mauro Basaure, Jan Philip Reemtsma, Rasmus Willing. Campus, Frankfurt a. M., 2009.
- Das Ich im Wir: Studien zur Anerkennungstheorie. Suhrkamp, Berlin, 2010.
- Das Recht der Freiheit - Grundriß einer demokratischen Sittlichkeit. Suhrkamp, Frankfurt a. M., 2011.
- Como editor: Strukturwandel der Anerkennung. Paradoxien sozialer Integration in der Gegenwart. Campus, Frankfurt a. M./New York, 2013.
- Das Recht der Freiheit. Grundriß einer demokratischen Sittlichkeit. Suhrkamp, Berlin, 2013.
- Editor Juntamente com Lisa Herzog: Der Wert des Marktes. Ein ökonomisch-philosophischer Diskurs vom 18. Jahrhundert bis zur Gegenwart. Suhrkamp, Berlin, 2014.
- Die Idee des Sozialismus. Versuch einer Aktualisierung. Suhrkamp, Berlin, 2015. (Edição estendida 2017).

- Anerkennung. Eine europäische Ideengeschichte, Suhrkamp, Berlin, 2018.
- Die Armut unserer Freiheit. Aufsätze 2012–2019, Suhrkamp, Berlin, 2020.
- Editado em conjunto com Rüdiger Dannemann e com uma introdução: Georg Lukács: Ästhetik, Marxismus, Ontologie. Ausgewählte Texte. Suhrkamp, Berlin, 2021.